# Équipe des Pays-Bas olympique de football
Maillots
L'équipe des Pays-Bas olympique de football  représente les Pays-Bas dans les compétitions de football espoirs comme les Jeux olympiques d'été, où sont conviés les joueurs de moins de 23 ans.

## Palmarès
- Jeux olympiques d'été :
  -  3e : 1908, 1912 et 1920

## Parcours lors des Jeux olympiques
Depuis les Jeux olympiques d'été de 1992, le tournoi est joué par des joueurs de moins de 23 ans.
| Football aux Jeux olympiques | Football aux Jeux olympiques | Football aux Jeux olympiques | Football aux Jeux olympiques | Football aux Jeux olympiques | Football aux Jeux olympiques | Football aux Jeux olympiques | Football aux Jeux olympiques | Football aux Jeux olympiques |
| Année                        | Tour                         | Classement                   | J                            | G                            | N                            | P                            | Bp                           | Bc                           |
| ---------------------------- | ---------------------------- | ---------------------------- | ---------------------------- | ---------------------------- | ---------------------------- | ---------------------------- | ---------------------------- | ---------------------------- |
| 1896                         | Pas de Tournoi               | -                            | -                            | -                            | -                            | -                            | -                            | -                            |
| 1900                         | Non participant              | -                            | -                            | -                            | -                            | -                            | -                            | -                            |
| 1904                         | Non participant              | -                            | -                            | -                            | -                            | -                            | -                            | -                            |
| 1908                         | Demi-finale                  | 3                            | 2                            | 1                            | 0                            | 1                            | 2                            | 4                            |
| 1912                         | Demi-finale                  | 3                            | 4                            | 3                            | 0                            | 1                            | 17                           | 8                            |
| 1920                         | Demi-finale                  | 3                            | 4                            | 2                            | 0                            | 2                            | 9                            | 10                           |
| 1924                         | Demi-finale                  | 4                            | 5                            | 2                            | 1                            | 2                            | 11                           | 7                            |
| 1928                         | 1er tour                     | -                            | 1                            | 0                            | 0                            | 1                            | 0                            | 2                            |
| 1932                         | Pas de Tournoi               | -                            | -                            | -                            | -                            | -                            | -                            | -                            |
| 1936                         | Non qualifiée                | -                            | -                            | -                            | -                            | -                            | -                            | -                            |
| 1948                         | 1er tour                     | -                            | 2                            | 1                            | 0                            | 1                            | 6                            | 5                            |
| 1952                         | Tour préliminaire            | -                            | 1                            | 0                            | 0                            | 1                            | 1                            | 5                            |
| 1956                         | Non qualifiée                | -                            | -                            | -                            | -                            | -                            | -                            | -                            |
| 1960                         | Non qualifiée                | -                            | -                            | -                            | -                            | -                            | -                            | -                            |
| 1964                         | Non qualifiée                | -                            | -                            | -                            | -                            | -                            | -                            | -                            |
| 1968                         | Non qualifiée                | -                            | -                            | -                            | -                            | -                            | -                            | -                            |
| 1972                         | Non qualifiée                | -                            | -                            | -                            | -                            | -                            | -                            | -                            |
| 1976                         | Non qualifiée                | -                            | -                            | -                            | -                            | -                            | -                            | -                            |
| 1980                         | Non qualifiée                | -                            | -                            | -                            | -                            | -                            | -                            | -                            |
| 1984                         | Non qualifiée                | -                            | -                            | -                            | -                            | -                            | -                            | -                            |
| 1988                         | Non qualifiée                | -                            | -                            | -                            | -                            | -                            | -                            | -                            |
| 1992                         | Non qualifiée                | -                            | -                            | -                            | -                            | -                            | -                            | -                            |
| 1996                         | Non qualifiée                | -                            | -                            | -                            | -                            | -                            | -                            | -                            |
| 2000                         | Non qualifiée                | -                            | -                            | -                            | -                            | -                            | -                            | -                            |
| 2004                         | Non qualifiée                | -                            | -                            | -                            | -                            | -                            | -                            | -                            |
| 2008                         | Quart de finale              | -                            | 4                            | 1                            | 2                            | 1                            | 4                            | 4                            |
| 2012                         | Non qualifiée                | -                            | -                            | -                            | -                            | -                            | -                            | -                            |
| 2016                         | Non qualifiée                | -                            | -                            | -                            | -                            | -                            | -                            | -                            |
| 2020                         | Non qualifiée                | -                            | -                            | -                            | -                            | -                            | -                            | -                            |
| 2024                         | À venir                      | -                            | -                            | -                            | -                            | -                            | -                            | -                            |
| Total                        | 8/26                         | 3 médailles                  | 23                           | 10                           | 3                            | 10                           | 50                           | 45                           |

## Effectif 2008
| #          | Nom                | Club                 | Âge      | Joués    | But inscrit | Averti   | Carton jaune · Carton jaune · Carton rouge | Carton rouge |
| Gardiens   | Gardiens           | Gardiens             | Gardiens | Gardiens | Gardiens    | Gardiens | Gardiens                                   | Gardiens     |
| ---------- | ------------------ | -------------------- | -------- | -------- | ----------- | -------- | ------------------------------------------ | ------------ |
|            | Piet Velthuizen    | Vitesse Arnhem       | 21       | 0        | 0           | 0        | 0                                          | 0            |
|            | Kenneth Vermeer    | Willem II Tilburg    | 22       | 0        | 0           | 0        | 0                                          | 0            |
| Défenseurs |                    |                      |          |          |             |          |                                            |              |
|            | Kew Jaliens*       | AZ Alkmaar           | 29       | 0        | 0           | 0        | 0                                          | 0            |
|            | Calvin Jong-a-Pin  | SC Heerenveen        | 21       | 0        | 0           | 0        | 0                                          | 0            |
|            | Dirk Marcellis     | PSV Eindhoven        | 20       | 0        | 0           | 0        | 0                                          | 0            |
|            | Erik Pieters       | PSV Eindhoven        | 19       | 0        | 0           | 0        | 0                                          | 0            |
|            | Gianni Zuiverloon  | West Bromwich Albion | 22       | 0        | 0           | 0        | 0                                          | 0            |
|            | Urby Emanuelson    | AFC Ajax             | 22       | 0        | 0           | 0        | 0                                          | 0            |
| Milieux    |                    |                      |          |          |             |          |                                            |              |
|            | Kees Luyckx        | AZ Alkmaar           | 22       | 0        | 0           | 0        | 0                                          | 0            |
|            | Otman Bakkal       | PSV Eindhoven        | 23       | 0        | 0           | 0        | 0                                          | 0            |
|            | Jonathan de Guzmán | Feyenoord            | 20       | 0        | 0           | 0        | 0                                          | 0            |
|            | Hedwiges Maduro    | Valence CF           | 23       | 0        | 0           | 0        | 0                                          | 0            |
|            | Evander Sno        | Celtic Glasgow       | 21       | 0        | 0           | 0        | 0                                          | 0            |
|            | Royston Drenthe    | Real Madrid          | 21       | 0        | 0           | 0        | 0                                          | 0            |
| Attaquants |                    |                      |          |          |             |          |                                            |              |
|            | Roy Beerens        | SC Heerenveen        | 20       | 0        | 0           | 0        | 0                                          | 0            |
|            | Ryan Babel         | Liverpool            | 21       | 0        | 0           | 0        | 0                                          | 0            |
|            | Roy Makaay*        | Feyenoord            | 33       | 0        | 0           | 0        | 0                                          | 0            |
|            | Gerald Sibon*      | Heerenveen           | 34       | 0        | 0           | 0        | 0                                          | 0            |
| Entraîneur |                    |                      |          |          |             |          |                                            |              |
|            | Foppe de Haan      |                      | 65       |          |             |          |                                            |              |